# Bureau du commandant du Kremlin de Moscou

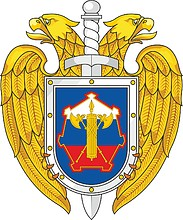
Emblème du service du commandant du Kremlin de Moscou

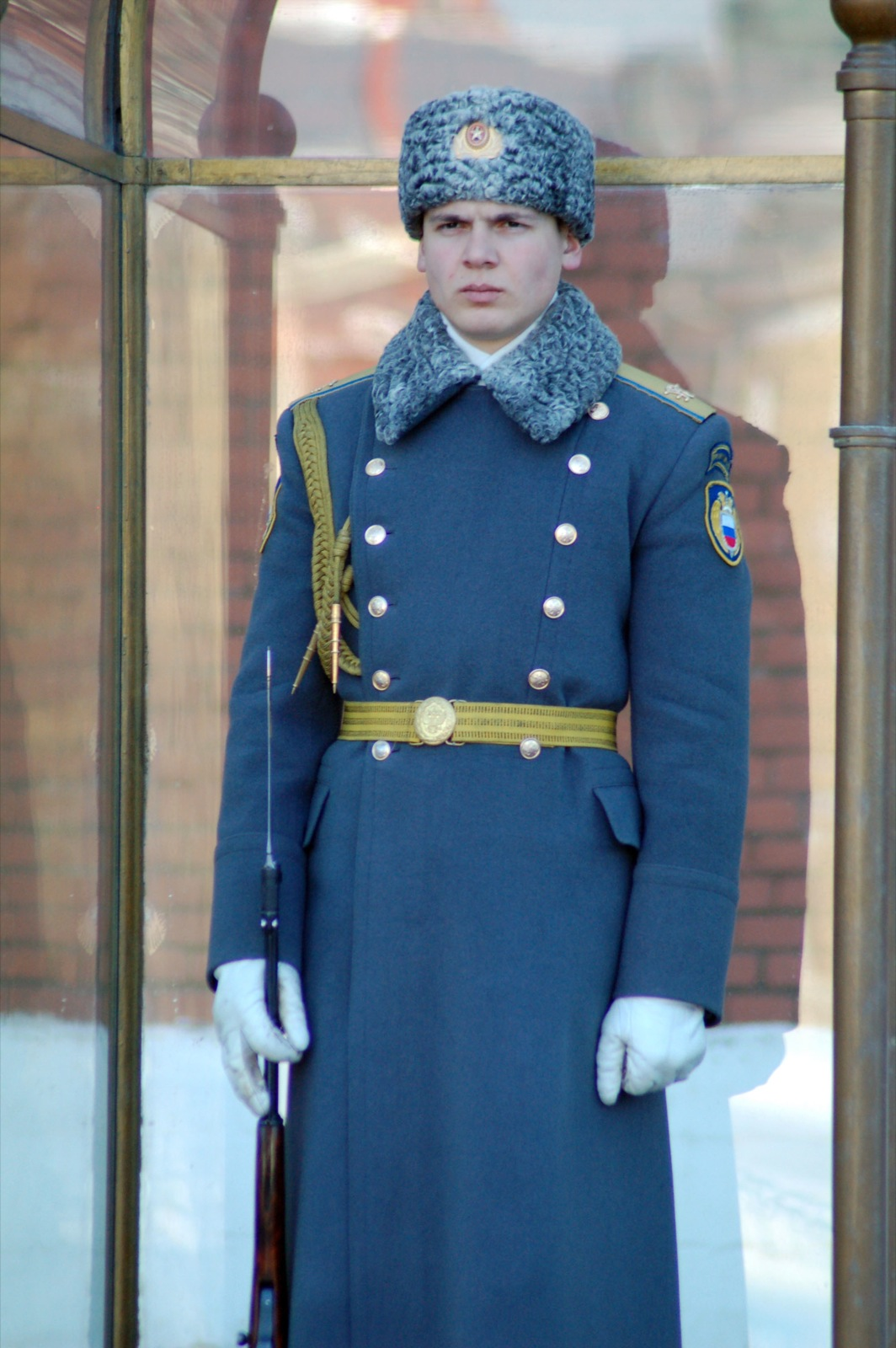
Un soldat du régiment du Kremlin du bureau du commandant.

Le bureau du commandant du Kremlin de Moscou (russe : Службу коменданта Московского Кремля) est une unité administrative du Service fédéral de protection de Russie. Ses fonctions incluent l'inspection des visiteurs du Kremlin et la sécurité de l'intérieur du Kremlin et des bâtiments extérieurs du mur du Kremlin tels que le mausolée de Lénine,. Il est également chargé de maintenir l'ordre parmi les militaires de la garnison de Moscou organisant des défilés dans la capitale nationale. En interne, il a autorité sur le fonctionnement de certains musées du Kremlin.  Le commandant du Kremlin de Moscou est le chef opérationnel du bureau. Il exerce un contrôle direct sur le régiment du Kremlin, dont le maintien d'une garde d'honneur permanente (russe : Почётный караул) à la flamme éternelle de la Tombe du Soldat inconnu.

## Histoire
En 1918, la nouvelle direction de la RSFSR s'installe au Kremlin de Moscou, dont la protection est immédiatement assurée par le bureau du commandant du Kremlin de Moscou. Jusqu'en janvier 1936, le bureau n'était inclus dans la structure de commandement ni de l'Armée rouge ni du NKVD, étant subordonné au département militaire des droits du secteur du district militaire de Moscou. Le 28 janvier 1936, il a été transféré du Commissariat du peuple à la défense de l'Union soviétique et a été renommé Bureau du commandant du Kremlin de Moscou du NKVD. Au début de 1938, la gestion du complexe muséal du Kremlin est transférée au bureau du commandant.  Au début de la Grande Guerre patriotique en 1941, le personnel du bureau se voit confier la mission de combat de la protection du Kremlin contre les troupes d'invasion de la Wehrmacht. Plus tard, par décret du Présidium du Soviet suprême, de nombreux membres du personnel du bureau ont reçu des ordres et des médailles de l'Union soviétique. À la fin de la guerre, le personnel du commandant se voit confier la nouvelle tâche d'assurer la sécurité des chefs d'État. Le 14 mars 1953 a approuvé une nouvelle structure du ministère de l'Intérieur, qui avait un bureau central. Le 20 avril 1955, le gouvernement décida le libre accès du public au Kremlin. Depuis 2004, le régiment présidentiel est sous la direction du commandant du Kremlin de Moscou.  Il a récemment reçu les félicitations ces dernières années du président de la Russie pour ses 75e, 90e et 100e anniversaires.

## Commandant du Kremlin de Moscou
Les personnes suivantes ont servi comme commandants militaires :
- Pavel Malkov (mars 1918-avril 1920)
- Sergueï Chornikov (10 juillet 1967 - 11 septembre 1986) [10]
- Mikhaïl Barsoukov (en) (10 décembre 1991 - 24 juillet 1995)
- Sergueï Stryguine (29 juillet 1995-janvier 2004)
- Lieutenant-général Sergueï Khlebnikov (en) (janvier 2004-février 2020)
- Général de division Sergueï Oudovenko (depuis février 2020) [11]

L'ancien commandant Sergueï Khlebnikov a notamment été membre du conseil public du festival de musique militaire et de tatouage de la tour Spasskaïa. L'une des tours du Kremlin est connue sous le nom de tour du commandant (Комендантская башня), qui est née au début du XIXe siècle, lorsque le commandant de Moscou a élu domicile au palais Potechny, près de la tour.